# Национальный проект «Безопасные качественные дороги»
Национальный проект «Безопасные качественные дороги» — один из национальных проектов в России на период с 2019 по 2030 годы. В феврале 2020 года куратором проекта назначен вице-премьер Марат Хуснуллин. Руководитель нацпроекта с ноября 2020 года — министр транспорта В. Г. Савельев.

## Описание
Создание современной, комфортной и надёжной транспортной инфраструктуры — одна из главных задач, поставленных перед дорожниками[кому?] главой государства[кем?]. Основным инструментом достижения стратегической цели стал национальный проект «Безопасные и качественные автомобильные дороги», стартовавший в 2019 году и ставший логичным продолжением совместной работы федеральных и региональных ведомств дорожного хозяйства.
Импульс нацпроекту дал приоритетный проект «Безопасные и качественные дороги», реализованный в 2017—2018 гг. в 36 регионах.
В 2019 году нацпроект «Безопасные и качественные автомобильные дороги» значительно расширил географию: его участниками стали 83[каких?] субъекта Российской Федерации (за исключением Москвы и Санкт-Петербурга) и 104[каких?] городских агломерации в их составе.
В 2021 году утверждён обновлённый паспорт национального проекта, который теперь называется «Безопасные качественные дороги». Документ приведён в соответствие с Указом Президента России от 21.07.2020 № 474 «О национальных целях развития Российской Федерации на период до 2030 года». Национальный проект ориентирован на достижение национальной цели «Комфортная и безопасная среда для жизни».[значимость факта?]

## Цели
Национальный проект «Безопасные качественные дороги» ставит цели:
- увеличение доли автомобильных дорог регионального значения, соответствующих нормативным требованиям, в их общей протяжённости не менее чем до 60 процентов (относительно их протяжённости по состоянию на 31 декабря 2017 г.);
- доведение в крупнейших городских агломерациях доли автомобильных дорог, соответствующих нормативным требованиям, в их общей протяжённости до 85 процентов;
- снижение смертности в результате дорожно-транспортных происшествий в 3,5 раза по сравнению с 2017 годом — до уровня, не превышающего четырёх человек на 100 тыс. населения (к 2030 году — стремление к нулевому уровню смертности);
- увеличение доли контрактов на осуществление дорожной деятельности в рамках нацпроекта, предусматривающих использование новых и наилучших технологий, материалов и технических решений повторного применения — до 80 процентов по сравнению с 2017 годом;
- увеличение доли контрактов на осуществление дорожной деятельности в рамках нацпроекта, предусматривающих выполнение работ на принципах контракта жизненного цикла, предполагающего объединение в один контракт различных видов дорожных работ — до 70 процентов по сравнению с 2017 годом;
- увеличение доли автомобильных дорог Минобороны России, соответствующих нормативным требованиям, с 34 до 60 процентов.

## Задачи

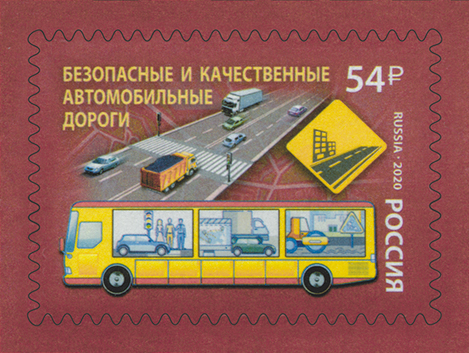
Почтовая марка 2020 год. Национальные проекты России. Безопасные и качественные автомобильные дороги

Для достижения этих целей предстоит решить следующие задачи:
- применение новых механизмов развития и эксплуатации дорожной сети, контрактов жизненного цикла, наилучших технологий и материалов;
- доведение норматива зачисления налоговых доходов бюджетов субъектов Российской Федерации от акцизов на горюче-смазочные материалы до 100 процентов;
- внедрение общедоступной информационной системы контроля за формированием и использованием средств дорожных фондов всех уровней;
- создание механизмов экономического стимулирования сохранности автомобильных дорог регионального и местного значения;
- внедрение новых технических требований и стандартов обустройства автомобильных дорог, в том числе на основе цифровых технологий, направленных на устранение мест концентрации дорожно-транспортных происшествий;
- внедрение автоматизированных и роботизированных технологий организации дорожного движения и контроля за соблюдением правил дорожного движения;
- усиление ответственности водителей за нарушение правил дорожного движения, а также повышение требований к уровню их профессиональной подготовки.

## Структура
В новой редакции паспорта структура национального проекта расширена с 4 до 6 федеральных проектов.
Федеральные проекты в структуре национального проекта «Безопасные качественные дороги»:
- «Региональная и местная дорожная сеть»
- «Безопасность дорожного движения»
- «Модернизация пассажирского транспорта в городских агломерациях»
- «Общесистемные меры развития дорожного хозяйства»
- «Автомобильные дороги Минобороны России»
- «Развитие федеральной магистральной сети»[4]

Под руководством Минтранса России продолжается реализация проектов «Региональная и местная дорожная сеть» (предыдущее название — «Дорожная сеть») и «Общесистемные меры развития дорожного хозяйства». С 2021 года также стартовала реализация новых федеральных проектов «Развитие федеральной магистральной сети» и «Модернизация пассажирского транспорта в городских агломерациях».
Министерство внутренних дел РФ по-прежнему курирует проект «Безопасность дорожного движения», а Министерство обороны РФ — федеральный проект «Автомобильные дороги Минобороны России».
В рамках федерального проекта «Региональная и местная дорожная сеть» продолжится приведение в нормативное состояние региональных дорог и дорожной сети городских агломераций. Так, в 2021 году в программу мероприятий вошли объекты общей протяженностью свыше 16 тыс. км.
Отдельное внимание будет уделено приведению в нормативное состояние искусственных сооружений. Начиная с 2022 года в проекте предусмотрена реконструкция аварийных и предаварийных мостов, а с 2023 года — строительство путепроводов на региональных и местных дорогах.
Проект «Общесистемные меры развития дорожного хозяйства» включает в себя мероприятия по внедрению интеллектуальных транспортных систем в городских агломерациях, размещение автоматических пунктов весогабаритного контроля, увеличение числа камер фото- и видеофиксации.
Кроме того, планируется увеличить число контрактов, предусматривающих применение наилучших технологий и материалов. Это позволит повысить качество и долговечность дорожного покрытия. Вырастет и доля заключаемых контрактов на принципах жизненного цикла. Благодаря заключению таких договоров подрядчик сможет на несколько лет вперед понимать те объёмы работ, которые предстоит выполнить. Это даст возможность своевременно закупить материалы, подобрать необходимую технику и, как результат, больше сконцентрироваться на качестве ремонта.
Новым федеральным проектом «Модернизация пассажирского транспорта в городских агломерациях» предусмотрено оказание Минтрансом России содействия регионам в обновлении парка городских автобусов, троллейбусов и трамваев. Федеральная поддержка осуществляется с применением механизма лизинга, а именно путем предоставления перевозчикам права приобретения транспортных средств со скидкой 60 % от их стоимости. На конкурсной основе отобраны 13 городских агломераций, которые в 2021 году получат 412 новых транспортных средств — 305 автобусов и 107 троллейбусов.
Ещё одно новое направление нацпроекта — федеральный проект «Развитие федеральной магистральной сети». До 2024 года планируется осуществить строительство и реконструкцию участков автодорог федерального значения общей протяженностью 1 810,6 км, из них Росавтодором — 1 440,5 км, ГК «Автодор» — 370,1 км.
Благодаря реализации комплекса мероприятий федерального проекта «Безопасность дорожного движения» предусмотрено снижение смертности в результате ДТП. А проект «Автомобильные дороги Минобороны России» позволит привести в нормативное состояние ведомственные дороги, что повысит доступность и привлекательность работы в воинских частях.
Одним из важных направлений реализации нацпроекта остается учёт мнения жителей нашей страны о качестве выполняемых работ. В паспорте проекта в текущем году появились новые показатели оценки удовлетворенности граждан качеством и доступностью дорог, качеством транспортного обслуживания, а также безопасностью дорожного движения.
Финансирование национального проекта осуществляется за счет бюджета муниципальных и региональных дорожных фондов, средств от поэтапного повышения норматива зачисления акцизов на нефтепродукты с 2020 года, а также межбюджетных трансфертов. Поддержка в виде трансфертов предоставляется до 2021 года включительно.

## Реализация в 2019 году

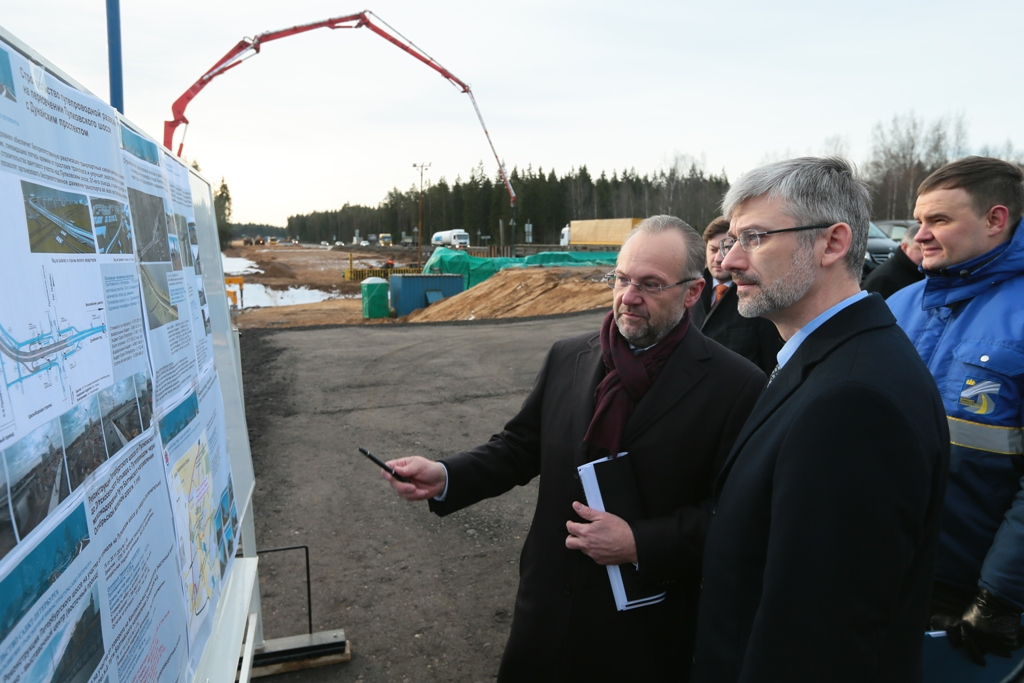
Экс-руководитель национального проекта
«Безопасные и качественные автомобильные дороги»,
министр транспорта РФ Е. И. Дитрих

В течение первого года реализации нацпроекта отремонтировано более 16 тыс. км автодорог, общая площадь укладки асфальтобетонного покрытия составила свыше 128 млн м².
В нормативное состояние привели в общей сложности более 7 тыс. объектов.
Объём выделенных из федерального бюджета средств составил 126,3 млрд руб., из которых дополнительные средства на реализацию капиталоемких мероприятий — 20,1 млрд руб., иные межбюджетные трансферы — 106,2 млрд руб.
В 2019 году создан и успешно функционирует «Реестр новых и наилучших технологий, материалов и технологических решений повторного применения». В нём содержится более 360 технологий, около 250 конструкций и 788 наименований материалов.

## Реализация в 2020 году
В 2020 году благодаря нацпроекту работы проводились на более 7 тыс. объектов. В 83 российских регионах отремонтировано, реконструировано и построено порядка 16 тыс. км дорог. Несмотря на сложную ситуацию, связанную с мерами по борьбе с коронавирусной инфекцией, темпы дорожных работ в течение года не снижались. Наоборот, благодаря своевременно заключенным контрактам и ранней весне во многих субъектах работы удалось закончить раньше срока.
В нормативное состояние приведено порядка 145 млн м² дорожного покрытия в пределах городских агломераций, а также на автомобильных дорогах местного и регионального значения.
Общее финансирование федерального проекта «Дорожная сеть» составило более 300 млрд руб., из которых более 134 млрд — федеральная поддержка с учётом дополнительно выделенных средств, и почти 172,5 млрд — средства региональных дорожных фондов.
Ключевая цель масштабных преобразований — повышение качества жизни населения, поэтому особое внимание регионы уделили ремонту дорог, ведущих к социально значимым объектам. Так, в программы дорожных работ были включены более 800 городских улиц и региональных трасс, ведущих к медицинским учреждениям и более 1400 дорог к школам и детсадам. Часть из них приведена в нормативное состояние в 2019 году, другие вошли в перечень ремонтируемых объектов 2020 года.
Отдельное внимание уделяется мероприятиям по повышению безопасности на дорогах. В 2020 году на объектах национального проекта установлено более 2,6 тыс. светофоров и более 150 тыс. дорожных знаков, обустроено порядка 680 тыс. пог. м барьерного и 328 тыс. пог. м пешеходного ограждения, а также более 630 тыс. пог. м освещения.

В 2020 году в рамках нацпроекта более 2 млн школьников из всех регионов страны приняли участие в первой Всероссийской онлайн-олимпиаде «Безопасные дороги» на знание основ правил дорожного движения для учащихся начальных классов.

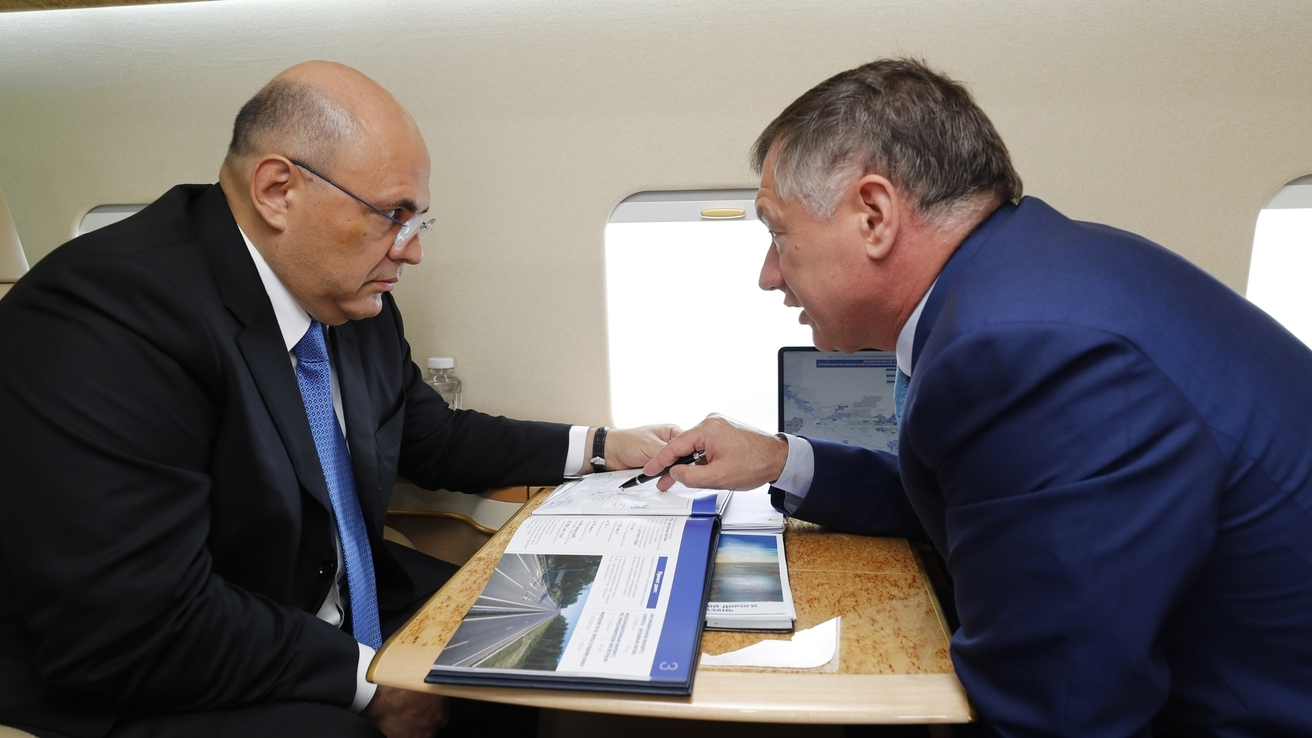
Премьер-министр РФ М. В. Мишустин и руководитель нацпроекта «Безопасные качественные дороги», вице-премьер М. Ш. Хуснуллин во время осмотра развязки трассы М-7

## Реализация в 2021 году
В 2021 году в рамках федерального проекта «Региональная и местная дорожная сеть» национального проекта «Безопасные качественные дороги» запланированы работы почти на 5,7 тыс. объектов, из которых 42 ― объекты строительства, 101 ― реконструкции. Капитально отремонтируют 334 участка региональных, муниципальных и местных автодорог, более 4,6 тыс. ― отремонтируют. Планируемая площадь укладки верхних слоев асфальтобетона ― более 132 млн м². Общая протяженность дорожных объектов нацпроекта текущего года в 84 субъектах Российской Федерации составит около 16 тыс. км.
С 2021 года в нацпроект включены дорожные мероприятия, проводимые на федеральных трассах. Благодаря новому проекту «Развитие федеральной магистральной сети» запланированы работы по строительству и реконструкции 128 объектов на федеральных автодорогах.
Помимо обновления проезжей части большое внимание уделяется безопасности дорожного движения. Благодаря нацпроекту в 2021 году подрядные организации планируют установить более 291 тыс. новых дорожных знаков, около 1 410 тыс. пог. м барьерного и 276 тыс. пог. м пешеходного ограждения, более 2,1 тыс. светофоров и свыше 1 321 тыс. пог. м стационарного освещения. На проезжую часть нанесут более 3,7 млн пог. м разметки, а вдоль дорог появятся более 1,5 млн пог. м тротуаров.
Всего в 2021 году на реализацию мероприятий национального проекта «Безопасные качественные дороги» выделено 555,67 млрд рублей.

## Реализация в 2023 году
По информации Замруководителя Федерального дорожного агентства Игоря Костюченко, на реализацию федерального проекта «Региональная и местная дорожная сеть» в 2023 году выделено свыше 415 млрд рублей, включая 198 млрд из федерального бюджета. Как сообщил вице-премьер РФ Марат Хуснуллин, в рамках нацпроекта «Безопасные и качественные автомобильные дороги» в этом же году планируется построить около 200 новых мостов, обходов городов, транспортных развязок, путепроводов и других объектов инфраструктуры на местной и региональной сети дорог общей протяженностью более 400 километров.

## Реализация 2024 году
В конце октября 2024 года вице-премьер РФ Марат Хуснуллин сообщил, что в рамках нацпроекта «Безопасные качественные дороги» было приведено в нормативное состояние и реконструировано более 7 тыс. км дорог, уложено более 100 млн м² асфальта в регионах.
Всего в рамках нацпроекта в нормативное состояние приведены около 54 % региональных дорог и 83,3 % — в агломерациях, реконструировано и построено более 100 тыс. километров дорог. В 2024 году нацпроект завершается, работы, которые велись в нём продолжатся в рамках национального проекта «Инфраструктура для жизни».

## Проект «Улица Победы»
В 2020 году в России реализован патриотический проект «Улица Победы», в котором приняли участие 83 региона — участника национального проекта. В год 75-летнего юбилея Великой Победы в программы работ по ремонту и благоустройству были включены около 400 улиц, названных в честь героев или событий Великой Отечественной войны. Важной задачей проекта стало не только приведение в нормативное состояние городских улиц, проспектов и площадей, но и повышение внимания населения к истории России, подвигу советского народа и роли каждого региона в Великой Отечественной войне.

## Интерактивная карта
Национальный проект «Безопасные качественные дороги» реализуется в 84[каких?] субъектах страны. Информация о мероприятиях в рамках проекта представлена на интерактивной карте, которая наглядно демонстрирует ход работ и промежуточные итоги реализации нацпроекта на территории каждого из субъектов-участников. Здесь доступна подробная информация по всем объектам программы текущего года, а также фоторезультаты дорожных работ прошлых лет, наглядно отражающие положительные перемены на российских дорогах. Сервис позволяет получить данные об общей протяженности региональных трасс и городских улиц, а также объёмах финансирования мероприятий в каждом регионе. Кроме того, в режиме онлайн отображается процент достижения основных целевых показателей нацпроекта.
Интерактивный сервис доступен каждому жителю нашей[какой?] страны. Ознакомиться с ним можно на интернет-ресурсе нацпроекта в разделе «Карта» https://bkdrf.ru/map.

## Транспорт по нацпроекту
В 2020 году Минтранс России в рамках дорожного нацпроекта начал оказывать содействие регионам в обновлении пассажирского транспорта. Федеральная поддержка осуществляется с применением механизма лизинга — путём предоставления перевозчикам права приобретения транспортных средств со скидкой 60 % от их стоимости.
Так, в 2020 году новые современные автобусы и троллейбусы появились в 12 городских агломерациях: Белгородской, Воронежской, Екатеринбургской, Ивановской, Пермской, Казанской, Кемеровской, Липецкой, Нижегородской, Омской, Самарско-Тольяттинской и Череповецкой. Кроме того, в Ижевскую и Ульяновскую агломерации поступило 43 новых трамвая. В совокупности в регионы поставлено 654 единицы подвижного состава общественного транспорта.
В 2021 году мероприятия по обновлению транспорта были включены в новый федеральный проект «Модернизация пассажирского транспорта в городских агломерациях». На конкурсной основе отобраны 13 городских агломераций[каких?], которые в 2021 году получат 412 новых транспортных средств — 305 автобусов и 107 троллейбусов.[обновить данные]